# Black Mountain Side
"Black Mountain Side" é uma canção da banda britânica de rock Led Zeppelin, lançada em 12 de janeiro de 1969 e contida em seu álbum de estreia Led Zeppelin. Foi gravada no Olympic Studios, em outubro de 1968, em Londres. A canção foi composta por Jimmy Page e gravada pela Atlantic Records. Uma versão ao vivo desta canção pode ser vista no DVD Led Zeppelin, durante o concerto da banda em 1970, no Royal Albert Hall.
A canção é instrumental, e sem vocal. Foi creditada nela o som de guitarra de Page, em parceira com o músico queniano-indiano Viram Jasani, com sons de uma tabla.
"Black Mountain Side" foi inspirada por uma canção popular tradicional irlandesa chamada "Down by Blackwaterside". O arranjo de guitarra segue de perto a versão da canção de Bert Jansch, gravada em seu álbum Jack Orion, de 1966. Este arranjo foi aprendido por Al Stewart, que acompanhou shows de Jansch de perto, e que, por sua vez, ensinou a Jimmy Page, que era um músico de estúdio para o álbum de estreia de Stewart.

## Créditos
- Jimmy Page - guitarra
- Viram Jasani - tabla